# Поштові марки Словаччини

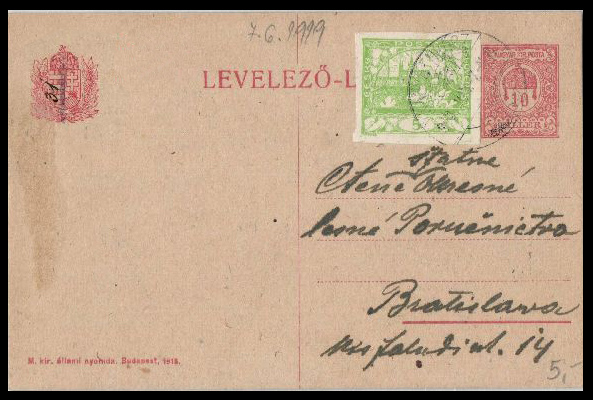
Маркована поштова картка Королівства Угорщини зі змішаним франкуванням — додатковою маркою Чехословаччини із серії «Градчани» (1919)

Історія пошти та поштових марок Словаччини умовно поділяється на періоди, які відповідають поштовим системам держав, у складі яких знаходилась територія Словаччини (до 1918 року у складі Австро-Угорщини, 1918—1939 рр., 1945—1992 рр.  — Чехословаччини), період незалежності Першої Словацької Республіки (1939—1945 рр.) та сучасної Словацької Республіки (з 1993 року).

## Ранній розвиток пошти
Історія пошти Словаччини відстежується з тих часів, коли словацькі землі знаходились у складі Австро-Угорщини (до 1918 р.). На цьому етапі тут працювала угорська пошта і для оплати кореспонденції майже до 28 лютого 1919 року використовувались марки Угорського королівства, угорські цільні речі були в обігу до жовтня 1919 року.
З листопада 1918 року до березня 1939 року територія Словаччини була частиною Чехословаччини та обслуговувалась чехословацькою поштою. У поштовому обігу у цей період знаходились знаки поштової оплати.

## Випуски поштових марок

### Перша Словацька Республіка
У березні 1939 року, внаслідок поділу Чехословаччини після Мюнхенської угоди 1938 року, була проголошена Словацька Республіка — держава-сателіт нацистської Німеччини.
21 березня 1939 року в обігу поступили перші марки Словацької республіки — чехословацькі марки 1929—1938 років з червоною або синьою над печаткою словац. «Slovenský stát / 1939» («Словацька держава 1939»). У вересні того ж року була випущена серія «Національні костюми», яка складається з трьох марок оригінальних рисунків з написом «Slovensko»
Перша комеморативна марка вийшла у вересні 1939 року. Вона була присвячена 10-й річниці з дня смерті Йозефа Мургаша (1864—1929), словацького винахідника та живописця.
Остання серія з шести марок Словацької республіки з портретом президента Й. Тисо була випущена у березні 1945 року. Всі марки Першої Словацької Республіки були вилучені з обігу 30 квітня 1945 року, після чого на території Словаччини в обіг поступили знаки поштової оплати Чехословаччини.

### Словацьке повстання
Під час Словацького національного повстання 1944 року використовувались марки Словаччини або поштовий збір оплачувався готівкою. Службова кореспонденція пересилалась безкоштовно..
Газета «Нове слово» — орган Комуністичної партії Словаччини — випустила спеціальні наклейки з написом «Газетний тариф оплачений готівкою. Нове слово. Банська Бистриця». Ця наклейка друкувалась на аркушах з чотирьох або шести штук. Використовувалась з 1 вересня до 25 вересня 1944 року.

### Сучасна Словаччина
1 січня 1993 року у результаті Оксамитового розлучення утворилась незалежна Словаччина. У той же день в обіг поступила перша марка Словаччини із зображенням державного герба номіналом у 8 крон, видана на малому аркуші. Мініатюри були надруковані у поштовій типографії у Празі на замовлення Міністерства транспорту, зв'язку та суспільних робіт Словаччини.
30 грудня 1993 року були вилучені з обігу знаки поштової оплати Чехословаччини та заборонені змішані франкування.
Перша комеморативна марка Словаччина вийшла у березні 1993 року. Вона була присвячена 600-й річниці з дня смерті святого Яна Непомуцького. Це був спільний випуск поштових адміністрацій Словаччини, Чехії та Німеччини. Ескіз марки підготував Йоахим Рісс (нім. Joachim Rieß), гравіював мініатюру Йозеф Герчик (чеськ. Josef Herčík).
Перший поштовий блок був емітований у грудні 1993 року. На ньому була зображена могила словацького астронома та політика Мілана Растіслава Штефаника у Брадло.

## Інші види поштових марок

### Авіапоштові
Перші серія з шести авіапоштових марок вийшла у листопаді 1939 року. На мініатюрах були зображені літак Heinkel He 111 над озером Штрбске-Плесо та літак Heinkel He 116 над горою Риси. Остання авіапоштова марка вийшла в обіг у березні 1944 року. Всього було емітовано десять авіапоштових марок.

### Газетні
Перші газетні марки Словаччини — чехословацькі газетні марки 1937 року з червоною та синьою над печаткою «Slovenský stát / 1939»  — були випущені у квітні 1939 року. У червні того ж року емітовані газетні марки оригінальних рисунків — з гербом Словацької республіки. Останні газетні марки із зображенням літери «N» на фоні розкритої газети вийшли у червні 1943 року.

### Доплатні
Доплатні марки Словацької республіки з написом «Doplatne» («Доплатне») випускались з серпня 1939 до серпня 1942 року. Всього було емітовано 38 мініатюр. Їх вилучили з обігу 30 вересня 1947 року.

### Доставочні
У серпні 1940 року були випущені дві доставочні марки. Мініатюри з літерою «V» («Vyplatna») призначалась для відправників листів, з літерою «D» («Doplatna») наліплювалась на пошті. Були вилучені з обігу 30 квітня 1945 року.

### Службові
У серпні 1945 до квітня 1947 року чехословацька пошта випустила дві серії службових марок, які використовувались тільки на території Словаччини. На них був зображений малий герб Чехословаччини в орнаменті (рисунок А. Ерхарда) та стояли літери «S» (сокращение от «služeb» — служебная) и «Z» (сокращение от «známka» — марка). Ці марки були вилучені з обігу у червні 1948 року.

### Поштово-благодійні
Поштово-благодійна марка з портретом президента Першої Словацької Республік Йозефом Тисо вийшла у листопаді 1939 року. Додатковий збір йшов на допомогу дітям.
Поштово-благодійна марка з додатковим збором у фонд словацького Червоного хреста вийшла у листопаді 1993 року. Автором ескізу та гравером марки був Франтишек Горняк (словац. František Horniak).

### Марки друкувального автомата
У грудні 2001 року у Словаччині був ведений в експлуатацію друкувальний автомат типу «Наглер». Його встановили на Головпоштамті Братислави. Автомат видавав марки номіналами від 0,1 до 99,9 словацьких крон, а також з вісьмома постійними номіналами від 5,50 до 14,00 крон. Автором дизайну марок був Мирослав Кипар (Miroslav Cipár).

## Розвиток філателії
Установчий з'їзд національної організації філателістів Словаччини Союзу словацьких філателістів (ССФ) відбувся у травні 1969 року у містечку Смаче. На з'їзді було проголошено створення союзу, обрані його керівна органи, розроблена програма та статут.
До розпаду Чехословаччини ССФ входив до складу Федерації чехословацьких філателістів та здійснював активну діяльність всередині країни та на міжнародному рівні. Наприклад, при безпосередній участі ССФ та Київського обласного відділення Всесоюзного товариства філателістів проводились філателістичні виставки міст-побратимів Братислави та Києва. Одна з них відбулась у 1975 році у Києві, у Державному музеї імені Т. Г. Шевченка. На виставці були присутні тодішній голова ССФ Северин Зрубець Северин Зрубец та секретар союзу Мілан Весельський. Золоту медаль виставки отримала колекція Отто Бартоня (Братислава). Була зроблена пропозиція провести аналогічну виставку у 1977 році у Братиславі та в 1979 році у Києві.